# 463 v.Chr.
Het jaar 463 v.Chr. is een jaartal volgens de christelijke jaartelling.

## Gebeurtenissen

### Griekenland
- Thasos wordt gedwongen weer toe te treden tot de Delisch-Attische Zeebond. Als straf moet het eiland zijn vloot opgeven, zijn muren slechten en een grote boete betalen.
- Door de hervormingen van Ephialtes verliest de Areopagus ('raad van toezicht') een groot deel van zijn macht in Athene.
- Kimon II biedt Sparta militaire hulp aan, tegen de opstand van de heloten in Messenië.

### Perzië
- Themistocles vraagt politiek asiel aan bij Artaxerxes I, hij verleent hem een aanzienlijk inkomen in ruil voor zijn adviezen.